# SpaceX Demo-2
SpaceX Demo-2 (anglais : SpaceX Demonstration Mission 2 ; litt. « Mission de démonstration SpaceX no 2 ») est le deuxième vol du vaisseau spatial Crew Dragon développé par la société américaine SpaceX pour le compte de la NASA dans le cadre du programme CCDev. L'objectif de cette mission était d'effectuer la qualification finale du vaisseau en transportant pour la première fois un équipage jusqu'à la Station spatiale internationale. La mission s'est déroulée de manière nominale et a permis à partir de SpaceX Crew-1 la reprise des rotations d'équipage par un véhicule spatial américain depuis le retrait de la navette spatiale américaine en juillet 2011.
Le 30 mai 2020, la fusée Falcon 9 de SpaceX décolle du centre spatial Kennedy en emportant les astronautes américains Douglas Hurley et Robert Behnken à bord du vaisseau Crew Dragon baptisé Endeavour (du nom de la navette spatiale américaine du même nom dans laquelle ils ont tous deux effectué leur premier vol spatial). Le vaisseau s'amarre une vingtaine d'heures plus tard à la Station spatiale internationale. Les deux hommes intègrent l'équipage permanent de l'expédition 63 (ISS) durant 62 jours au cours desquels Robert Behnken effectue quatre sorties extra-véhiculaires. Hurley et Behnken réintègrent le vaisseau le 1er août et amerrissent une vingtaine d'heures plus tard dans le golfe du Mexique.

## Historique
Après le retrait de la navette spatiale américaine effectif depuis juillet 2011, la NASA ne dispose plus de moyens de transport pour amener ses astronautes à la Station spatiale internationale. Elle doit recourir aux Soyouz russes. Le lancement de chaque astronaute est facturé par l'Agence spatiale russe jusqu'à 90 millions US$ (dernier tarif pratiqué) et la NASA va dépenser ainsi 3,9 milliards US$ pour la relève de ses équipages depuis 2006. Lorsque la décision de retirer la navette spatiale est prise en 2004, la NASA prévoit que le vaisseau Orion, développé dans le cadre du programme Constellation, la remplace pour assurer le transport des astronautes. Le développement du vaisseau Orion est complexe car celui-ci doit être utilisé à la fois pour desservir l'orbite basse et pour emporter son équipage jusqu'à la Lune et éventuellement au-delà. Chaque mission de ce vaisseau est également très coûteuse, car il est conçu pour l'espace lointain.
À la suite des retards accumulés par ce projet, la NASA décide en 2012 de confier le développement d'un engin chargé exclusivement du transport en orbite basse des astronautes à l'industrie privée. Ce programme est baptisé CCDev. À l'image de ce qui est fait pour le développement des vaisseaux de ravitaillement de la Station spatiale internationale dans le cadre du programme COTS, les choix de conception du vaisseau sont complètement délégués au fournisseur, la NASA ne prenant en charge que la rédaction du cahier des charges, et la vérification de la conformité aux spécifications au fur et à mesure du développement. En 2014, Space X et Boeing sont sélectionnés pour développer leurs vaisseaux, le Crew Dragon et le CST-100 Starliner.
Le développement des deux vaisseaux prend un retard important à la suite de différentes modifications et problèmes de mise au point. Un premier vol de qualification de Crew Dragon sans équipage est effectué le 2 mars 2019. Le premier vol avec équipage, SpaceX Demo-2, qui était initialement prévu en 2016 a finalement lieu en mai 2020.

## Déroulement de la mission

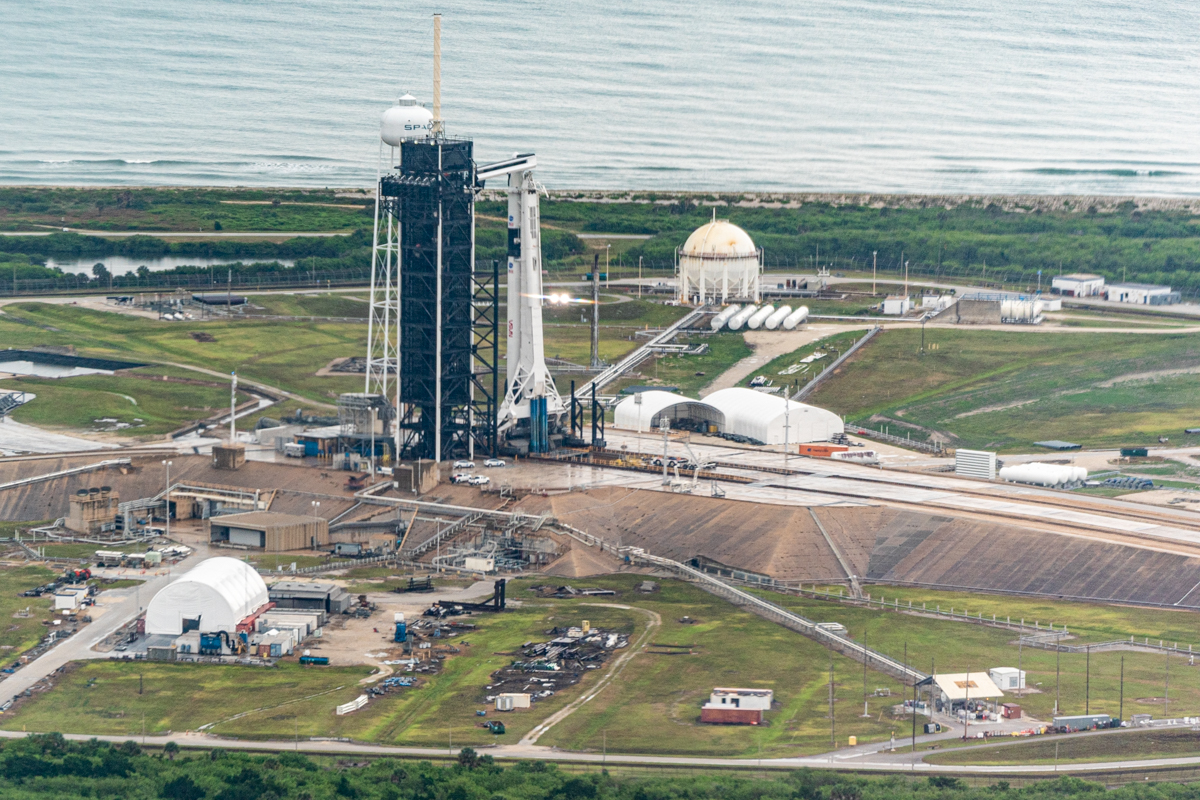
La fusée sur l'aire de lancement 39-Pad A au Centre spatial Kennedy le 27 mai 2020.

La fusée qui emporte le vaisseau Crew Dragon et son équipage décolle du Centre spatial Kennedy. Le pas de tir 39A du complexe de lancement 39, déjà utilisé pour le tir de fusées Falcon 9 transportant des engins inhabités, a été réaménagé pour permettre le lancement d'équipages en ajoutant à la tour ombilicale une passerelle pivotante permettant aux astronautes de s'installer dans le vaisseau ainsi que divers équipements de sécurité. Le décollage de la fusée Falcon 9, prévu initialement le 27 mai 2020 à 20 h 32 UTC (pour un amarrage à la station spatiale le lendemain à 17 h 29 UTC), est repoussé au 30 mai 2020 à cause de mauvaises conditions météo.
La préparation des astronautes commence quatre heures avant le lancement lorsque ceux-ci enfilent leurs combinaisons spatiales. Une heure plus tard, les deux astronautes se dirigent vers l'aire de lancement et s'installent à bord du vaisseau. Le bras d’accès est rétracté 38 minutes avant le décollage, le système d'éjection d'urgence est armé, le remplissage des réservoirs a lieu. À T-1 min, la fusée Falcon 9 et le véhicule spatial Crew Dragon se mettent à fonctionner de manière autonome et gèrent le compte à rebours. Enfin à T-2s, les 9 moteurs-fusées Merlin sont mis à feu et les mâchoires retenant le lanceur sont ouvertes 2 secondes plus tard, libérant la fusée du pas de tir.
Pour ce vol, la fusée utilise le premier étage B1058 dont c'est la première utilisation. Une fois largué, cet étage revient se poser environ 10 minutes après le décollage sur la barge Of Course I Still Love You (OCISLY). Les deux astronautes constatent que le vol est moins brutal que la navette spatiale durant la première partie du vol. Toutefois, lorsque le deuxième étage prend le relais, les chocs et les vibrations sont plus importants. Une fois en orbite, les astronautes quittent la combinaison spatiale destinée à les protéger en cas d'incident grave durant le lancement, les manœuvres d'amarrage à la station spatiale et la rentrée atmosphérique. Le vaisseau spatial est conçu pour fonctionner de manière complètement autonome mais permet à son équipage de prendre les commandes. Les deux astronautes testent à deux reprises les commandes manuelles immédiatement après la mise en orbite et une heure avant l'amarrage à la station spatiale. Durant leur transit vers la Station spatiale internationale, les deux astronautes baptisent leur capsule C206 d'Endeavour, notamment parce qu'ils ont tous les deux effectués leur premier voyage dans l'espace à bord de la navette spatiale éponyme. Ce nom n'a finalement pas été approuvé par Elon Musk, qui leur avait demandé lui-même de nommer la capsule. Les équipes de SpaceX persisteront à nommer la capsule "Dragon" tandis que les astronautes, eux la nommeront "Endeavour", et ce même durant les missions suivantes.
À l'issue de la mission, le Crew Dragon et les deux astronautes devront effectuer un retour dans l’océan Atlantique grâce à leurs parachutes et devraient être repêchés par le navire GO Searcher de la flotte de SpaceX.

## Équipage

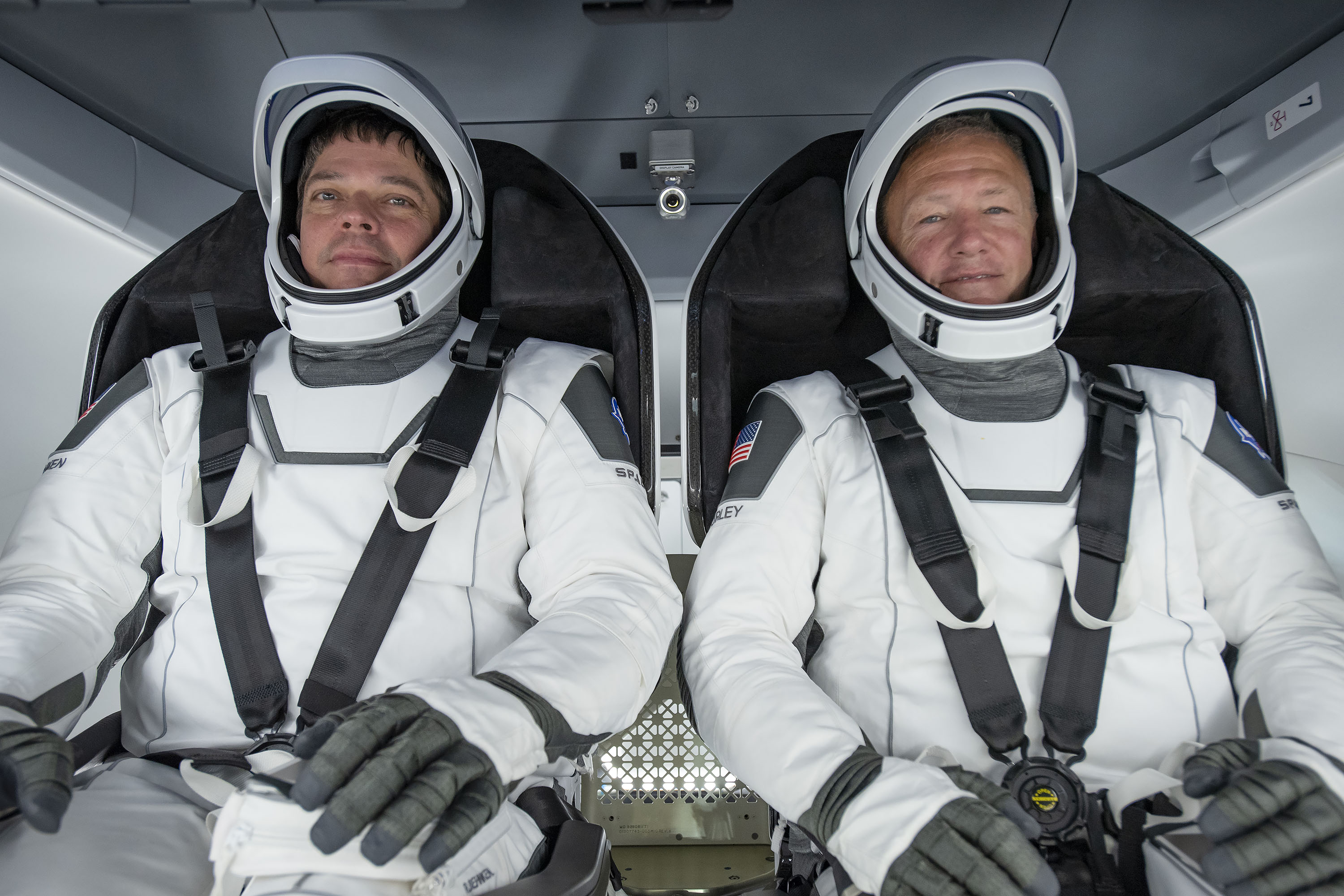
Robert L. Behnken (à gauche) et le commandant Douglas G. Hurley (à droite).

- Commandant : Douglas G. Hurley (3),  États-Unis, NASA
- Pilote : Robert L. Behnken (3),  États-Unis, NASA

Le chiffre entre parenthèses indique le nombre de vols spatiaux effectués par l'astronaute, SpX-DM2 inclus.

### Équipage de remplacement
- Commandant : Michael Hopkins (2),  États-Unis, NASA
- Pilote : Victor J. Glover (1),  États-Unis, NASA

## Importance
Ce vol est le premier en neuf ans à voir des astronautes partir depuis le sol américain. En effet, les astronautes utilisaient, depuis 2011 et le retrait de la navette spatiale, des fusées Soyouz russes.
Il s'agit aussi du premier lancement habité opéré à 100 % par une compagnie privée.